# Liste der Baudenkmale in Blenheim
Die Liste der Baudenkmale in Blenheim umfasst alle vom New Zealand Historic Places Trust (NZHPT) als „Historic Place“ oder „Historic Area“ eingestuften Baudenkmale und Flächendenkmale der neuseeländischen Ortschaft Blenheim. Die Angaben stammen aus dem Register des NZHPT. Die Bezeichnungen der Baudenkmale orientieren sich an diesem Register. In die Liste werden auch bekannte Wahi Tapu (Area), kulturell und religiös bedeutsame Stätten und Gebiete der Māori, aufgenommen. Sie werden jedoch meist nicht publiziert.

| Bild           | Bezeichnung                                                                       | Ort      | Anschrift                                                                                          | Beschreibung                                                                      | Bauzeit         | Eintrag           | Nummer | Kat. |
| -------------- | --------------------------------------------------------------------------------- | -------- | -------------------------------------------------------------------------------------------------- | --------------------------------------------------------------------------------- | --------------- | ----------------- | ------ | ---- |
| BW             | Addiscombe                                                                        | Blenheim | 80 New Renwick Road, Burleigh Karte                                                                | Wohnhaus                                                                          | 1905            | 20. Februar 1992  | 5432   | 2    |
| weitere Bilder | Bank of Australasia                                                               | Blenheim | 62 High Street Karte                                                                               | ehem. Bankgebäude                                                                 | 1924–1926       | 20. August 2010   | 9301   | 2    |
| weitere Bilder | Blenheim Borough School                                                           | Blenheim | 42 Alfred Street Karte                                                                             | Schule                                                                            | n.a.            | 25. November 1982 | 1504   | 2    |
| BW             | Blenheim Club                                                                     | Blenheim | Ecke 92-106 High Street und Henry Street Karte                                                     | Clubhaus                                                                          | n.a.            | 25. November 1982 | 1502   | 2    |
| weitere Bilder | Blenheim Railway Station                                                          | Blenheim | Sinclair Street Karte                                                                              | ehem. Bahnhof                                                                     | 1906            | 25. November 1982 | 1503   | 2    |
| BW             | Brick Wall and Gates - Blenheim Agricultural and Pastoral Association Showgrounds | Blenheim | Maxwell Road Karte                                                                                 | Ziegelmauer und eiserne Tore des Geländes der landwirtschaftlichen Leistungsschau | 1927            | 25. November 1982 | 1505   | 2    |
| BW             | Catholic Family Home                                                              | Blenheim | 73 Maxwell Road Karte                                                                              | Wohnhaus                                                                          | n.a.            | 25. November 1982 | 2945   | 2    |
| weitere Bilder | Cleghorn Rotunda                                                                  | Blenheim | Market Place Karte                                                                                 | Pavillon                                                                          | 1889            | 2. April 2004     | 1506   | 2    |
| weitere Bilder | Court House                                                                       | Blenheim | 58 Alfred Street und 12 Seymour Street Karte                                                       | Gerichtsgebäude                                                                   | 1937            | 25. November 1982 | 1509   | 2    |
| BW             | Covered Sheep Pens                                                                | Blenheim | Ecke Maxwell Road und Alabama Road, Gelände der Blenheim Agricultural & Pastoral Association Karte | überdachter Schafpferch einer landwirtschaftlichen Leistungsschau                 | n.a.            | 25. November 1982 | 1508   | 2    |
| BW             | Dalgety Office Building                                                           | Blenheim | Ecke 2 Alfred Street, Sinclair Street und Grove Road Karte                                         | Bürogebäude                                                                       | n.a.            | 25. November 1982 | 1511   | 2    |
| weitere Bilder | Farmers Building                                                                  | Blenheim | 30-40 High Street und 21-41 Market Street Karte                                                    | Ladengeschäft                                                                     | n.a.            | 25. November 1982 | 1533   | 2    |
| BW             | Grandstand (newer) Blenheim Agricultural and Pastoral Association Showgrounds     | Blenheim | Maxwell Road und Alabama Road Karte                                                                | Tribüne der landwirtschaftlichen Leistungsschau                                   | 1925            | 25. November 1982 | 2952   | 2    |
| BW             | House                                                                             | Blenheim | 56 George Street Karte                                                                             | Wohnhaus                                                                          | 1908 (ca.)      | 25. November 1982 | 2954   | 2    |
| weitere Bilder | House                                                                             | Blenheim | 16 Lee Street Karte                                                                                | Wohnhaus                                                                          | n.a.            | 25. November 1982 | 2955   | 2    |
| BW             | House                                                                             | Blenheim | 19 Lee Street Karte                                                                                | Wohnhaus                                                                          | 1908            | 25. November 1982 | 2956   | 2    |
| BW             | House                                                                             | Blenheim | 72 Maxwell Road Karte                                                                              | Wohnhaus                                                                          | n.a.            | 25. November 1982 | 2957   | 2    |
| BW             | House                                                                             | Blenheim | 72 Murphys Road Karte                                                                              | Wohnhaus                                                                          | n.a.            | 25. November 1982 | 2959   | 2    |
| BW             | House                                                                             | Blenheim | 60 Beaver Road Karte                                                                               | Wohnhaus                                                                          | 1888 (ca.)      | 25. November 1982 | 1513   | 2    |
| BW             | House                                                                             | Blenheim | Ecke 8 Poynter Street und Dillon Street Karte                                                      | Wohnhaus                                                                          | 1910–1911 (ca.) | 30. April 2010    | 1515   | 2    |
| BW             | House                                                                             | Blenheim | 12 Eltham Road Karte                                                                               | Wohnhaus                                                                          | 1888 (ca.)      | 25. November 1982 | 1516   | 2    |
| BW             | House                                                                             | Blenheim | 31 Herbert Street Karte                                                                            | Wohnhaus                                                                          | n.a.            | 25. November 1982 | 1519   | 2    |
| weitere Bilder | House                                                                             | Blenheim | 180 High Street Karte                                                                              | Wohnhaus                                                                          | n.a.            | 25. November 1982 | 1520   | 2    |
| BW             | House                                                                             | Blenheim | 82 Maxwell Road Karte                                                                              | Wohnhaus                                                                          | 1884 (ca.)      | 25. November 1982 | 1521   | 2    |
| BW             | House                                                                             | Blenheim | 4 Monro Street Karte                                                                               | Wohnhaus                                                                          | n.a.            | 25. November 1982 | 1522   | 2    |
| BW             | House                                                                             | Blenheim | 6 Monro Street Karte                                                                               | Wohnhaus                                                                          | n.a.            | 25. November 1982 | 1523   | 2    |
| BW             | House                                                                             | Blenheim | 29 Percy Street Karte                                                                              | Wohnhaus                                                                          | 1928 (ca.)      | 25. November 1982 | 1526   | 2    |
| BW             | Mill Grove Winery                                                                 | Blenheim | Dodson Street und Herbert Street Karte                                                             | Weingut                                                                           | n.a.            | 25. November 1982 | 1507   | 2    |
| weitere Bilder | Opawa River Bridge                                                                | Blenheim | Grove Road (State Highway 1) Karte                                                                 | Stahlbeton-Bogenbrücke                                                            | 1917            | 28. Juni 1990     | 0241   | 1    |
| weitere Bilder | Piki Arero                                                                        | Blenheim | 143 Charles Street Karte                                                                           | Wohnhaus                                                                          | 1911            | 25. November 1982 | 1528   | 2    |
| weitere Bilder | Public Trust Office Building                                                      | Blenheim | Ecke 48-52 Queen Street und Arthur Street Karte                                                    | Verwaltungsbau                                                                    | 1924            | 25. November 1982 | 1530   | 2    |
| BW             | Radfield House                                                                    | Blenheim | 126 Maxwell Road Karte                                                                             | Wohnhaus                                                                          | n.a.            | 25. November 1982 | 2964   | 2    |
| BW             | St Mary's Church                                                                  | Blenheim | 57 Maxwell Road Karte                                                                              | Kirche                                                                            | 1878            | 19. April 1990    | 0242   | 2    |
| BW             | St Mary's Church Convent                                                          | Blenheim | 776 Rapaura Road (ursprünglich: 55 Maxwell Road) Karte                                             | ehem. katholisches Konvent, heute Hotel                                           | 1901            | 25. November 1982 | 1531   | 2    |
| BW             | Vercoes Flax Mill Ruins                                                           | Blenheim | Nelson Street Karte                                                                                | Betonfundamente einer Flachsmühle                                                 | 1890 (ca.)      | 1. Juli 1983      | 5470   | 2    |
| weitere Bilder | Wain and Naysmith Barristers and Solicitors Office Building                       | Blenheim | 125-127 High Street Karte                                                                          | Anwaltskanzlei                                                                    | 1911            | 25. November 1982 | 1535   | 2    |
| BW             | Wairau Public Hospital - Fever Ward (Former)                                      | Blenheim | Hospital Road Karte (ungenau)                                                                      | Krankenhausgebäude                                                                | 1898            | 25. November 1982 | 1536   | 2    |
| BW             | Wairau Public Hospital Nurses’ Home (Former)                                      | Blenheim | 2 Hospital Road, Witherlea Karte                                                                   | ehem. Schwesternwohnheim eines Krankenhauses                                      | 1925–1926       | 25. Juni 2010     | 1534   | 2    |
| BW             | Wairau Public Hospital original Building                                          | Blenheim | Hospital Road Karte (ungenau)                                                                      | Ursprüngliches Gebäude des Wairau Public Hospital                                 | n.a.            | 25. November 1982 | 2966   | 2    |
| weitere Bilder | War Memorial and Clock Tower                                                      | Blenheim | Seymour Square Karte                                                                               | Kriegsdenkmal und Glockenturm                                                     | 1928            | 19. April 1990    | 0243   | 1    |
| BW             | Whites Footwear Building                                                          | Blenheim | Ecke 84 Market Street und Arthur Street Karte                                                      | Ladengeschäft                                                                     | n.a.            | 25. November 1982 | 1538   | 2    |
| BW             | Woodbourne Homestead and Historic Farm                                            | Blenheim | 720 New Renwick Road, Fairhall Karte                                                               | Wohnhaus einer Farm                                                               | 1850er (ab)     | 30. April 2010    | 1539   | 1    |
| BW             | House                                                                             | Blenheim | 106 Maxwell Road Karte                                                                             | Wohnhaus                                                                          | n.a.            | 25. November 1982 | 2958   | 2    |
| BW             | Wairau                                                                            | Blenheim | Wairau Bar, Wairau Karte (ungenau)                                                                 | Schotterbank am Wairau River mit besonderer Bedeutung für die Maori               | n.a.            | 27. Juni 2012     | 9561   | WT   |